# Бич Маунтан Лејкс (Пенсилванија)
Бич Маунтан Лејкс (енгл. Beech Mountain Lakes) насељено је место без административног статуса у америчкој савезној држави Пенсилванија.

## Демографија
По попису из 2010. године број становника је 2.022.
| Група             | 2000.    | 2010.         |
| Белци             | 0 (0,0%) | 1.865 (92,2%) |
| Афроамериканци    | 0 (0,0%) | 38 (1,9%)     |
| Азијати           | 0 (0,0%) | 19 (0,9%)     |
| Хиспаноамериканци | 0 (0,0%) | 71 (3,5%)     |
| Укупно            | 0        | 2.022         |